# شهاب ۴
شهاب ۴ یک موشک ساخت ایران است که در برنامه موشک‌های دوربرد ایران قرار دارد. این موشک نخستین موشک ایرانی است که برای حمل ماهواره و قرار دادن آن در مدار طراحی شده‌است. مقامات غربی این موشک را برای حمل کلاهک هسته‌ای با برد 3000 کیلومتر برای هدف قرار دادن اروپا می‌دانند اما ایران همواره این موضوع را تکذیب کرده است و کاربرد آن را در امور فضایی می‌داند.

## تاریخچه
روزنامه واشینگتن پست در آذرماه 1382 مدعی شد که ایرانیان قبول کرده‌اند تا ساخت موشک شهاب 4 را برای رفع نگرانی‌های غرب برای دستیابی این کشور به فناوری بمب هسته‌ای، به تعویق بیاندازند. مقامات ایرانی مدعی هستند که این موشک کاربرد فضایی دارد و برای حمل ماهواره استفاده می‌شود. مقامات ایرانی نیز بارها ساخت موشک‌های بالای 2000 کیلومتر برد را تکذیب کرده‌اند. موسسه مطالعات راهبردی بين المللی واشینگتن در گزارشی مدعی شد که احتمالا ایران در ۲۸ ژانویه سال ۲۰۰۶ موشک شهاب 4 را آزمایش کرده است ولی به دلایلی ادامه روند تولید این موشک را به تعویق انداخته است.
در تاریخ 24 دیماه 1398، فلاحت‌پیشه عضو کمیسیون امنیت ملی، به اروپا هشدار داد که ساخت موشک شهاب 4 می‌تواند در پاسخ به آنچه مکانیسم ماشه مشهور شده بود، در دستور کار قرار گیرد.
آنتوني کورتزمن در سال 1382 مدعی شد که این موشک هنوز به تولید انبوه نرسیده است و تنها بر روی کاغذ طراحی شده است. بنیامین نتانیاهو نخست‌وزیر اسرائیل در سال ۱۹۹۸ نیز گفته بود که ایران در حال توسعه شهاب ۴ که قادر به هدف قرار دادن اروپا است و شهاب ۵ و شهاب ۶ برای هدف قراردادن سواحل شرقی ایالات متحده آمریکا است.

### کاربردها
تغییرات روی موشک شهاب ۴ منجر به ساخت موشک فضایی ایرانی که کاوشگر ۱ نام دارد، شد. این اولین موشک فضایی ایران بود که ماهواره به فضا ارسال کرد.

## مشخصات فنی
به گزارش رادیو فردا، موشک شهاب 4 می‌تواند با کلاهک غیرهسته‌ای تا اروپا پرتاب شود. این موشک می‌تواند کلاهکی با وزن 1 تن را حمل کند و تا 2750 کیلومتر برد داشته باشد. بنابر گزارش خبرگزاری اسکای‌نیوز، این موشک می‌تواند تا 3000 کیلومتر برد داشته باشد. به گزارش رویترز این موشک می‌تواند تا 1 تا 3 کلاهک اتمی را با خود حمل کند.